# Vișeu de Sus
Vișeu de Sus (en húngaro: Felsővisó) es una ciudad de Rumania en el distrito de Maramureș.

## Geografía
Se encuentra a una altitud de 479 m s. n. m. a 518 km de la capital, Bucarest.

## Demografía
Según estimación 2012 contaba con una población de 16 501 habitantes.
| 1948 | 1956   | 1966   | 1977   | 1992   | 2002   | 2012   |
| s/d  | 13 956 | 16 601 | 20 205 | 19 167 | 16 879 | 16 501 |